# Kreisgericht Naumburg (Preußen)
Das Kreisgericht Naumburg war von 1849 bis 1879 ein preußisches Kreisgericht mit Sitz in Naumburg (Saale). 

## Geschichte
Die „Verordnung über die Aufhebung der Privatgerichtsbarkeit und des eximierten Gerichtsstandes sowie über die anderweitige Organisation der Gerichte“ vom 2. Januar 1849 hob dann auch die Patrimonialgerichtsbarkeit auf. Gleichzeitig wurde das Appellationsgericht Naumburg geschaffen, dem Kreisgerichte, darunter das Kreisgericht Naumburg zugeordnet waren. Sein Sprengel umfasste:
| Sprengel | Gerichtseingesessene 1849 |
| --- | ------------------------- |
| Kreis Naumburg | 24.115                    |
| Ein Teil des Kreises Weißenfels: Beuditz, Corseburg, Gröbitz, Gieckau, Großgestewitz, Lissen, Löbitz, Meyhen, Nöbeditz, Priestädt, Pohlitz, Pretzsch, Pauscha, Rathewitz, Scheiplitz, Schmerdorf, Stadt Stößen und der Bezirk des Einzelrichters in Osterfeld | 9.533                     |
| Ein Teil des Kreises Querfurt: Dobichau, Eulau, Goseck, Großwilsdorf, Größnitz, Kleinwilsdorf, Markröhlitz, Pödelist, Plößnitz, Raufendorf, Städten und der Bezirk des Einzelrichters in Freyburg                                                             | 9.288                     |
| Der Kreis Eckartsberga ohne Bretleben, Nausitz und Reinsdorf | 36.240                    |
| Summe | 79.176                    |

Gerichtskommissionen wurden in Cölleda, Eckartsberga, Freiburg, Heldrungen, Osterfeld, Weißenfels und Wiehe eingerichtet.
Der Schwurgerichtsbezirk Naumburg umfasste die Kreisgerichte Naumburg, Zeitz, Weißenfels, Querfurt und Merseburg,
Mit den Reichsjustizgesetzen wurden die Gerichte im Deutschen Reich vereinheitlicht. Das Kreisgericht Naumburg wurde 1879 aufgehoben. Neu eingerichtet wurde nun das Amtsgericht Naumburg (Saale) im Bezirk des Landgerichtes Halle.

## Gerichtskommission Osterfeld
Die Gerichtskommission Osterfeld war für die Städte Osterfeld und Schkölen, die Ortschaften Böhlitz, Cämmeritz, Großhelmsdorf, Goldschau, Haardorf, Kainsberg, Kischlitz, Kleinhelmsdorf, Launewitz, Lindau, Nautschütz, Pratschütz, Pitzschendorf, Rudelsdorf, Roda, Schleinitz, Willschütz, Waldau, Weickelsdorf und Zschorgula zuständig. Dieser Sprengel umfasste 1849 5.890 Gerichtseingesessene. 1879 wurde die Gerichtskommission aufgehoben und das Amtsgericht Osterfeld gebildet.

## Gerichtskommission Freyburg
Die Gerichtskommission Freyburg war für die Städte Freyburg und Laucha und die Ortschaften Almsdorf, Balgstedt mit Toppendorf und Rödel, Dorndorf, Ebersroda, Gröst, Müncherode, Rißnitz, Schleberode, Weischütz, Zeuchfeld, Zscheiplitz, Nickelchen und Zeddenbacher Mühle zuständig. Dieser Sprengel umfasste 1849 7.199 Gerichtseingesessene. Dieser Sprengel umfasste 1849 7.714 Gerichtseingesessene. 1879 wurde die Gerichtskommission aufgehoben und das Amtsgericht Freyburg gebildet.

## Gerichtskommission Eckartsberga
Die Gerichtskommission Eckartsberga war für die Stadt Eckartsberga und die Orte Burgholzhausen mit Marienthal, Braunsroda, Borgau, Frankroda, Gößnitz, Herrengosserstedt mit Hohengosserstedt, Kalbitz, Millingsdorf, Niederholzhausen, Schimmel, Saubach Amts- und Steinburger Anteils, Steinburg mit Marienrode, Seena, Thüßdorf, Trommsdorf, Wallrode und Wischroda zuständig. Dieser Sprengel umfasste 1849 5.901 Gerichtseingesessene. Dieser Sprengel umfasste 1849 7.714 Gerichtseingesessene. 1879 wurde die Gerichtskommission aufgehoben und das Amtsgericht Eckartsberga gebildet.

## Gerichtskommission Wiehe
Die Gerichtskommission Wiehe war für die Stadt Wiehe und die Orte Allerstedt, Bernsdorf, Billroda, Bucha, Donndorf, Kloster Donndorf, Garnbach, Hechendorf, Kahlwinkel, Kleinroda, Langenroda, Lossa, Memmleben, Rothenberga, Tauhardt, Wohlmirstedt und Zeisdorf zuständig. Dieser Sprengel umfasste 1849 7.714 Gerichtseingesessene. 1879 wurde die Gerichtskommission aufgehoben und das Amtsgericht Wiehe gebildet.

## Gerichtskommission Cölleda
Die Gerichtskommission Cölleda war für die Stadt Cölleda und den übrigen Teil des Kreises Eckartsberga außer den Orten Brettleben, Nausitz und Reinsdorf zuständig. Dieser Sprengel umfasste 1849 18.688 Gerichtseingesessene. 1879 wurde die Gerichtskommission aufgehoben und das Amtsgericht Kölleda gebildet.

## Richter
- Gustav Bödcher